# Clypeodytes hemani
Clypeodytes hemani är en skalbaggsart som beskrevs av Vazirani 1968. Clypeodytes hemani ingår i släktet Clypeodytes och familjen dykare. Inga underarter finns listade i Catalogue of Life.